# Jeschuga
Die Jeschuga (russisch Ежуга) ist ein rechter Nebenfluss der Pinega im Einzugsgebiet der Nördlichen Dwina in der Oblast Archangelsk und der Republik Komi in Nordwestrussland.
Die Jeschuga entspringt an der Wasserscheide zwischen Pinega und Waschka auf dem Gebiet der Republik Komi. Von dort fließt sie zuerst nach Norden in die Oblast Archangelsk, wendet sich  dann nach Westen. Eine scharfe Richtungsänderung nach Norden und später wieder nach Westen führen die Jeschuga schließlich zur Pinega.  
Die Jeschuga ist 165 km lang und entwässert ein Gebiet von 2850 km².
Ihr Jahresabfluss wird maßgeblich vom Frühjahrshochwasser während der Schneeschmelze bestimmt. Der mittlere Abfluss am Pegel Schirokoje, 50 km oberhalb der Mündung, beträgt 21 m³/s.
Die Syrjanskaja Jeschuga, ein Nebenfluss der Waschka, entspringt unweit der Jeschuga-Quelle.